# Městské divadlo Karlovy Vary
Městské divadlo v Karlových Varech, dříve též Divadlo Vítězslava Nezvala, je pseudorokoková budova z roku 1886 postavená podle návrhu vídeňských architektů Ferdinanda Fellnera a Hermanna Helmera.

## Dějiny

### Comoedi Haus
První divadelní budova v Karlových Varech s názvem „Comoedi Haus“ stávala v místě dnešního Grandhotelu Pupp. Byla postavena v roce 1717 a její podoba se zachovala na dobové rytině. Měla asi čtyřicet metrů dlouhou stavbu z prken a rákosu, která fungovala jako letní scéna, zejména italských operních společností a baletu až do roku 1787, kdy se zřítila během představení. V roce 1780 divadlo navštívil baron von Willebrand a ve zprávě o své cestě (Brunnenreise nach Karlsbad) chválil, jaké se zde konají luxusní plesy a společenské snídaně.

### Schauspielhaus

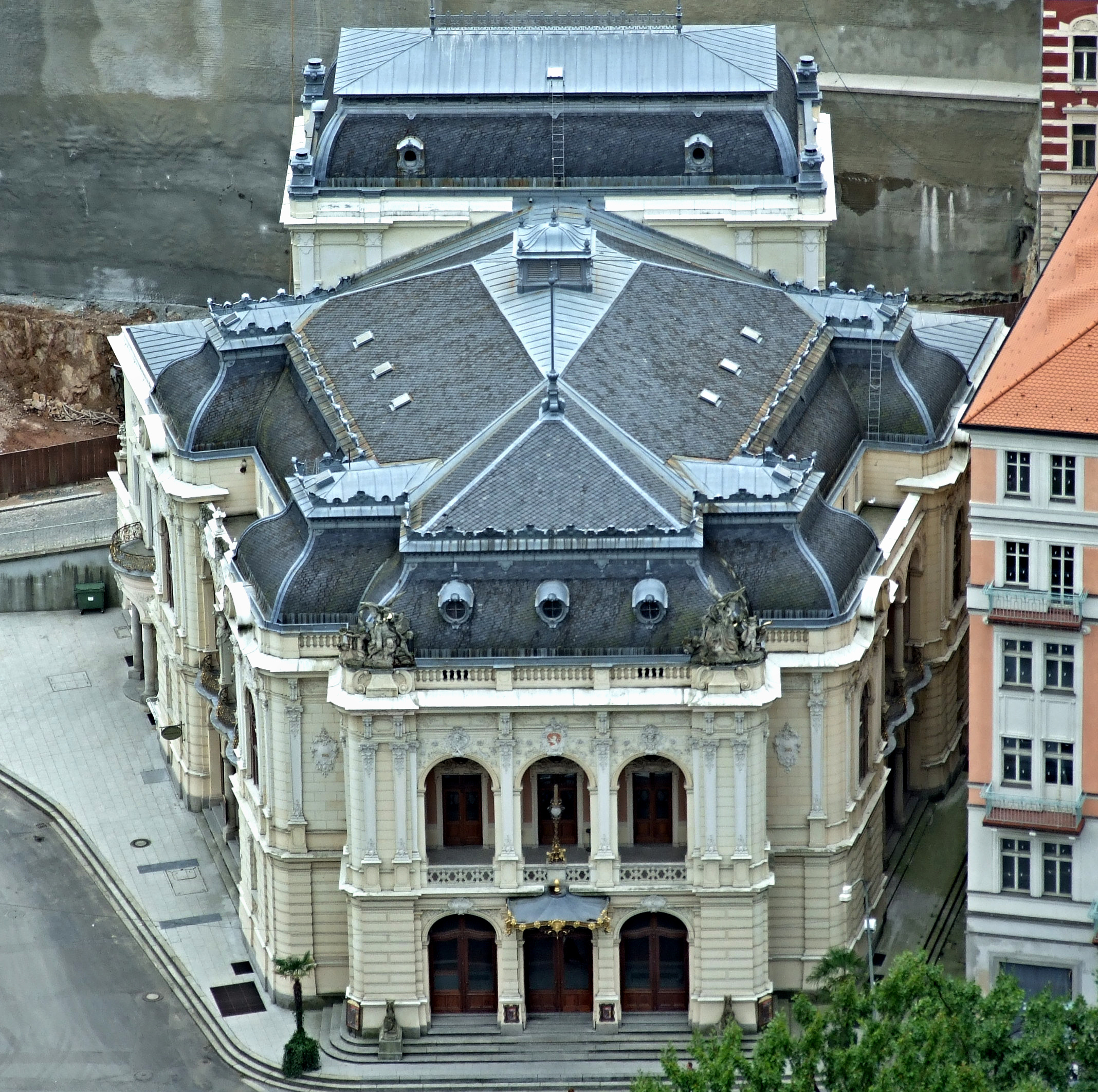
Pohled na divadlo shora

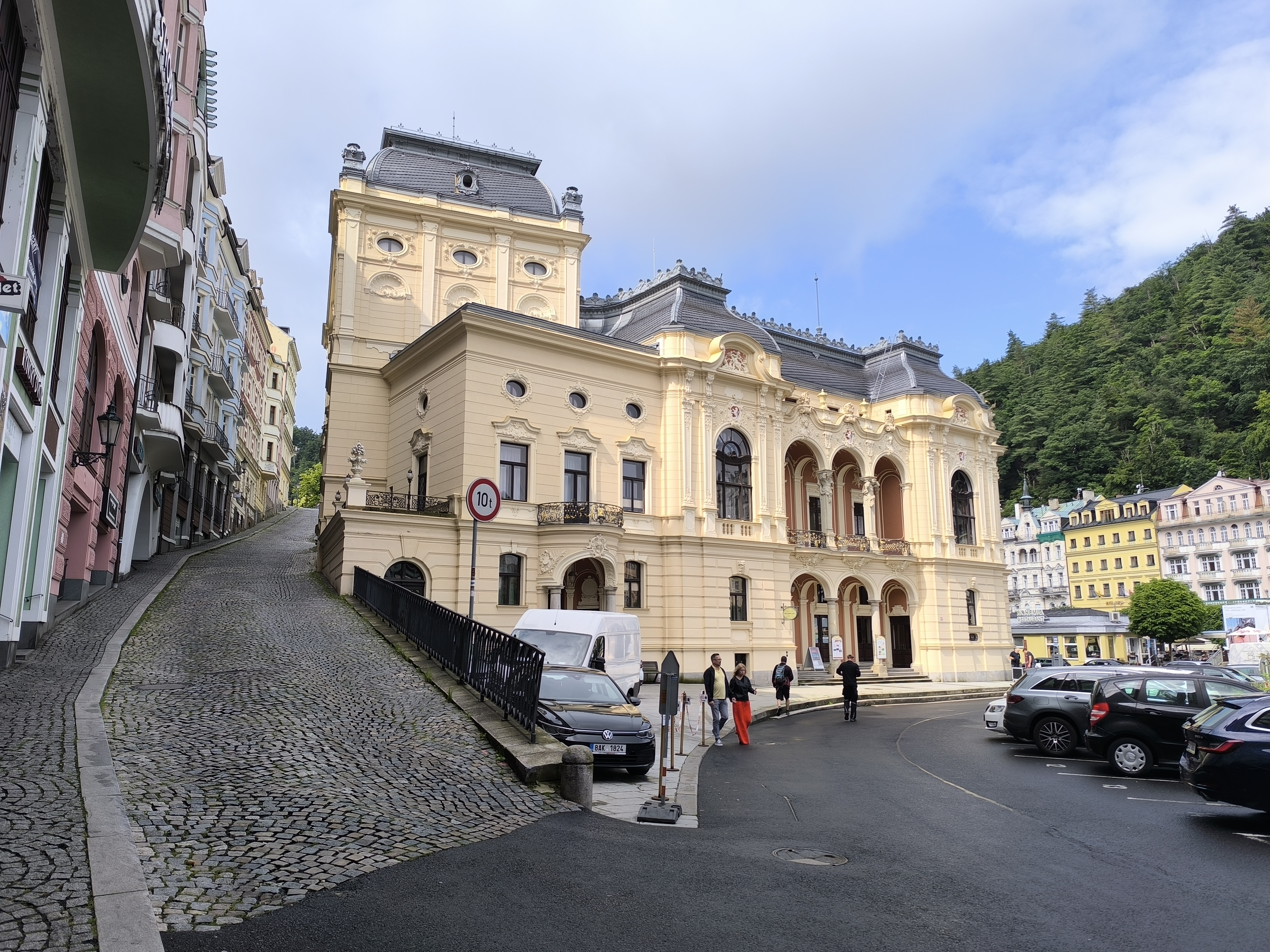
Pohled od severu

Základní kámen druhého, ale prvního zděného divadla v Karlových Varech, byl položen 15. července 1787. Výstavbu inicioval a finančně zaštítil MUDr. David Becher. O rok později bylo divadlo slavnostně otevřeno Mozartovou operou Figarova svatba. Becherovo divadlo (neboli "Schauspielhaus"), jak bylo divadlo nazýváno, se nacházelo v místech dnešního Městského divadla. Celkové náklady na stavbu divadla s kapacitou kolem 500 míst představovaly 7 000 rakouských zlatých, z nichž dr. Becher městu bezúročně zapůjčil 4 000. Údajně bylo nádhernou stavbou. Mělo také svou letní scénu bez osvětlení, provozovanou jen ve dne. Vnitřní zařízení i technické zázemí bylo skromné, až chudé. Přesto nabízelo několik dalších aktivit: tanec, gymnastiku, míčovnu a střelnici.
V divadle se postupně vystřídalo osmnáct ředitelů, z nichž nejznámějším je zřejmě Josef Lutz, který ve spolupráci s ředitelem orchestru Josefem Labitzkým s úspěchem uváděl i ty nejnáročnější opery. Divadlo se však začalo potýkat s dalšími technickými a hygienickými problémy a od roku 1870 se začalo diskutovat o výstavbě nového divadla.
V Becherově divadle se naposledy hrálo v září 1884.

### Městské divadlo /Stadttheater
Vznik třetího divadla byl provázen technickými problémy a průtahy, které se týkaly stavební parcely. Byla dokonce zrušena soutěž na jeho výstavbu. Složitou situaci navíc zkomplikovaly požár Národního divadla v Praze a požár divadla ve Vídni, dokonce i požár starého karlovarského divadla v roce 1883. Z tohoto důvodu musely být návrhy přepracovány tak, aby splňovaly přísnější bezpečnostní předpisy.
Projekt na nové divadlo byl zadán vídeňskému ateliéru Ferdinanda Fellnera a Hermanna Helmera, tehdy nejvýznamnější projekční kanceláři tohoto architektonického žánru v Rakousku-Uhersku. Podmínkou realizace projektu byla zvýšená požární bezpečnost nové budovy. Strop, galerie, schodiště a další místa měla být postavena výhradně z nehořlavých a ohnivzdorných materiálů. Tehdy novým prvkem bylo zavedení elektřiny do celého objektu, umožňující lepší osvětlení a ventilaci. Požadavek na stavovské odlišení diváků bohatých od chudých byl razantně vyřešen tak, že chudí stoupají ze vstupního foyeru na balkóny dvěma úzkými, zcela uzavřenými točitými schodišti, aniž by mohli odbočit. Také o přestávkách, kdy se diváci z lóží mohou procházet či pokuřovat v lodžiích na západní a jižní straně budovy, musejí chudí zůstat odděleni.  
V srpnu 1884 byla stržena budova starého divadla a výstavba nového divadla byla zahájena v říjnu téhož roku. Po dvou letech byla dokončena divadelní budova v historizujícím pseudorokokovém stylu, která společně s Grandhotelem Pupp a Císařskými lázněmi tvoří výjimečnou kompozici. Náklady na výstavbu divadla „Stadttheateru“ s kapacitou 700 míst dosáhly téměř 600 000 rakouských zlatých.

#### Výzdoba
Významnou složkou prezentace divadla je sochařská, štukatérská a malířská výzdoba interiérů ve stylu druhého rokoka. Pochází z ateliérů tří absolventů vídeńské akademie výtvarných umění. 
Sochař Theodor Friedl je autorem sochařské a štukatérské výzdoby uvnitř i vně budovy. V interiérech to jsou: dvě alegorické polopostavy faunů po stranách schodiště ve foyeru, postavy karyatid oddělující lóže, dále pískovcové sochy v exteriéru: monumentální kamenná sousoší „Múzy“ na aticea dva sedící gryfové s heraldickým štítem v tlapách, umístění po stranách vstupního schodiště na západním průčelí budovy. Pseudorokokové figurální lucerny na hlavním schodišti i ostatní osvětlovací tělesa v budově jsou dílem spolupracovníků ateliéru architektů Fellnera a Helmera.
Autory čtyř žánrových maleb s motivy společenských zábav (Tanec, Slavnost, Hra v šachy a Lov) na klenbě sálu a malované opony s motivem oslavy básnického umění byli dva tehdy začínající vídeňští malíři, Gustav Klimt  a Franz Matsch. Fresku nad předscénou provedl Gustavův mladší bratr Ernst Klimt.. 

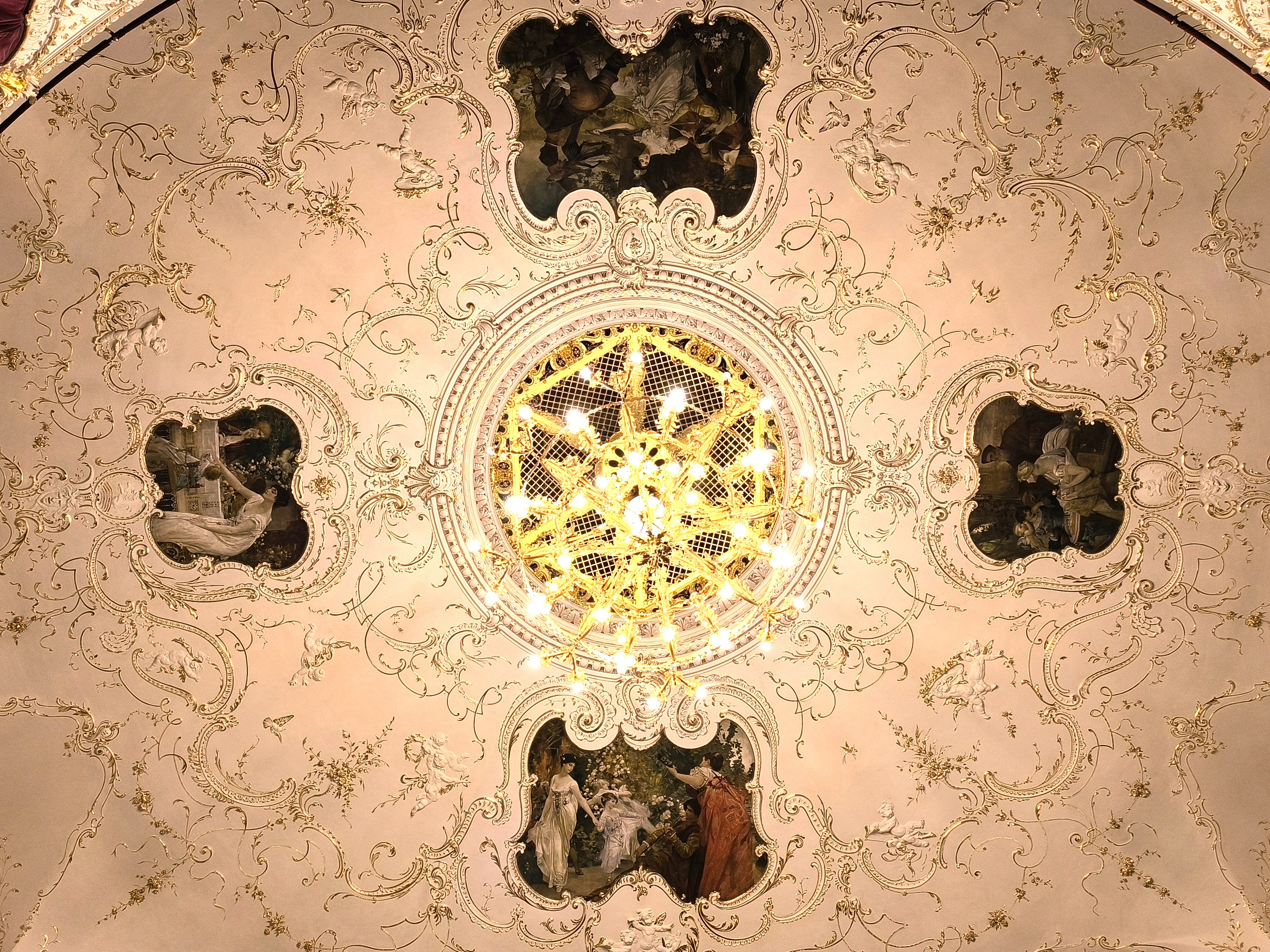
Klenba sálu s malbami
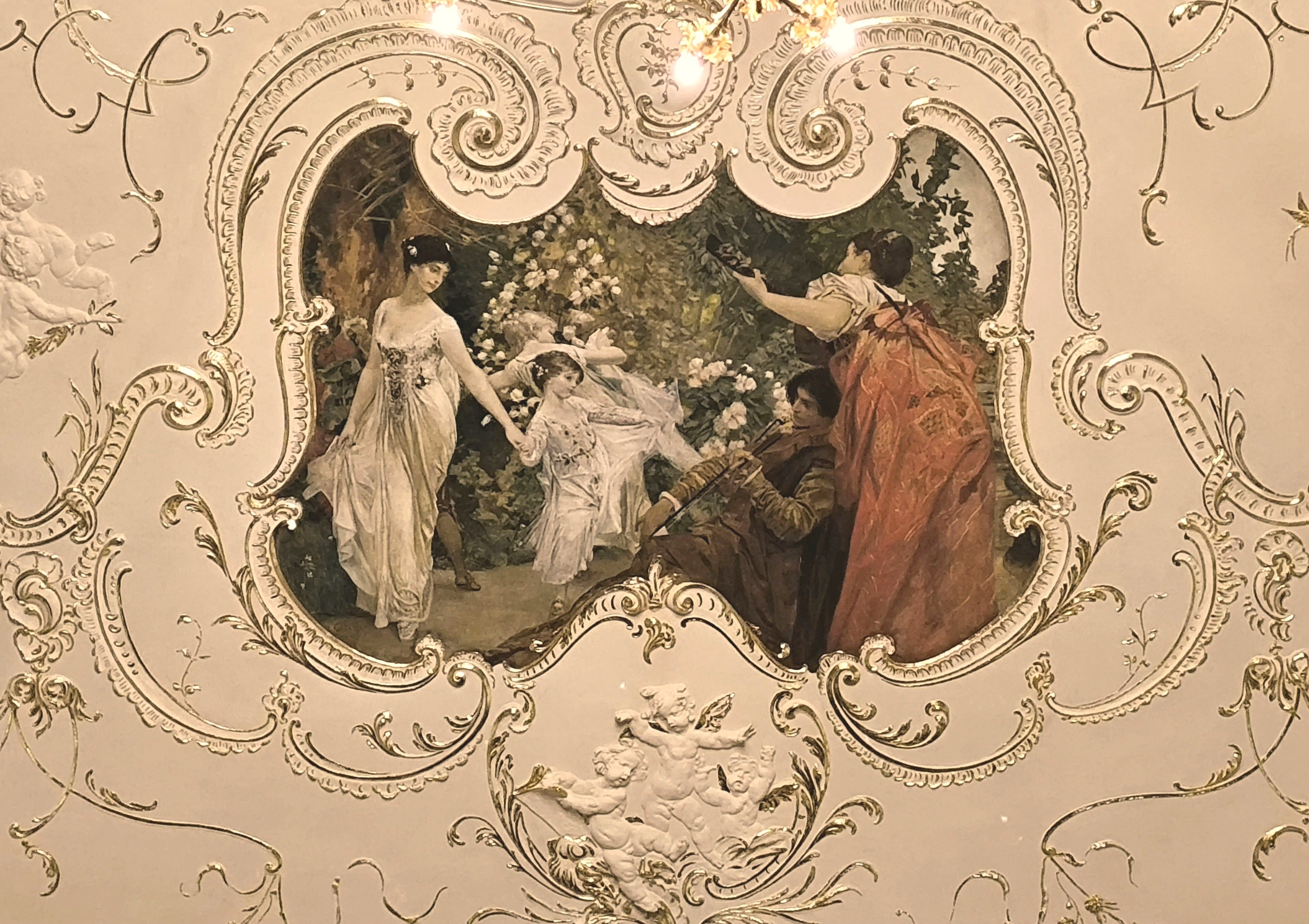
Gustav Klimt: Tanečnice
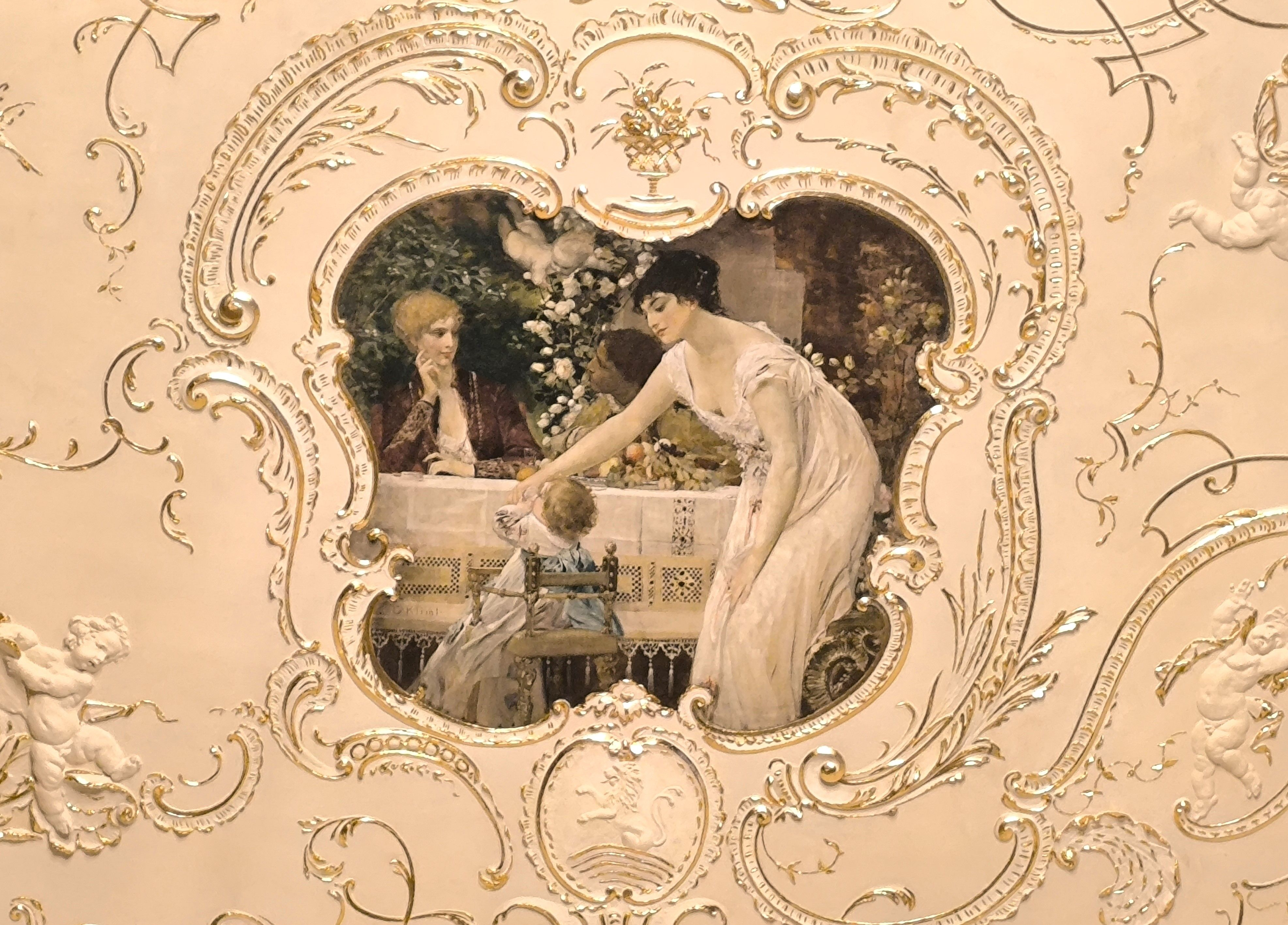
Gustav Klimt: Slavnost
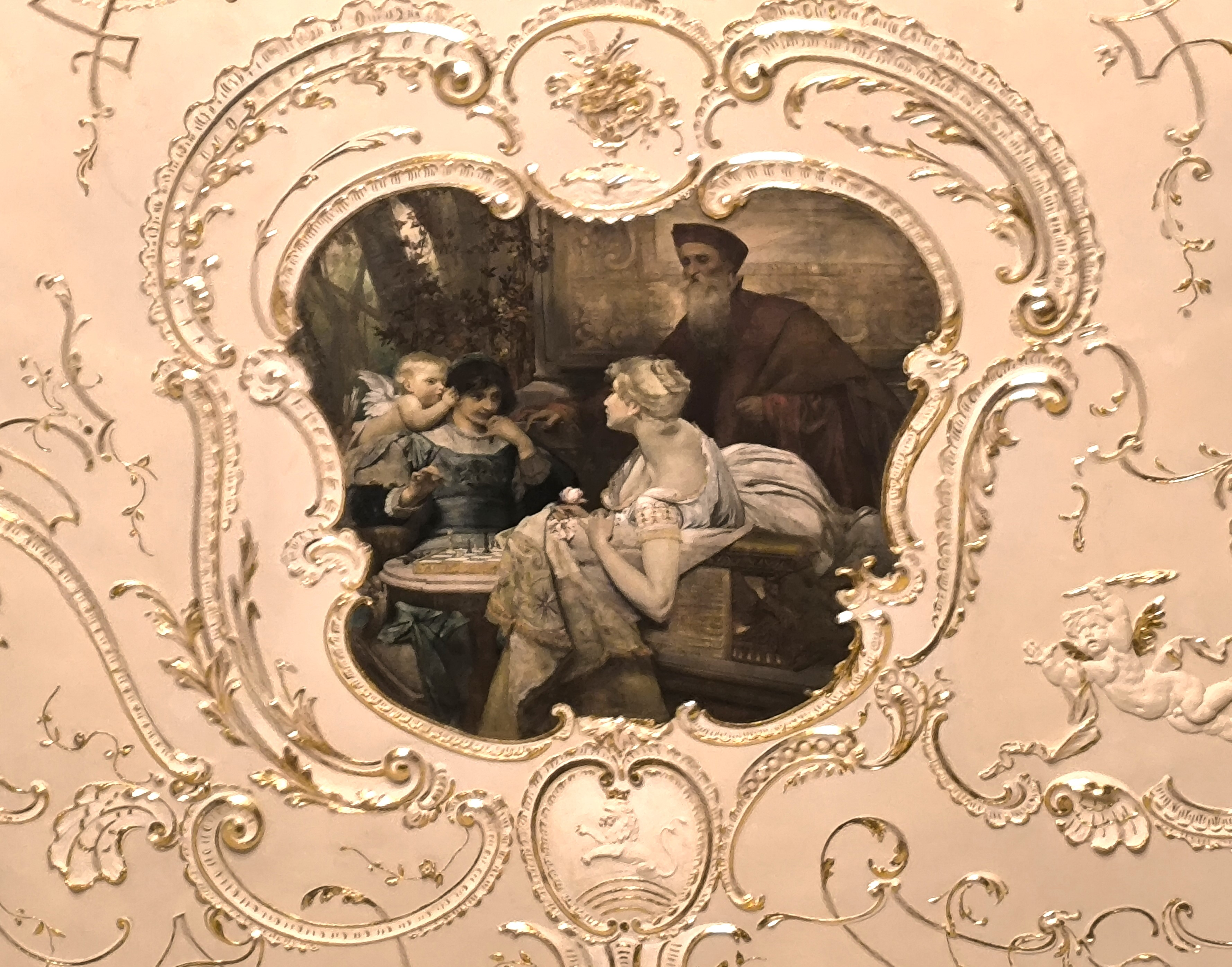
Franz Matsch: Hra v šachy
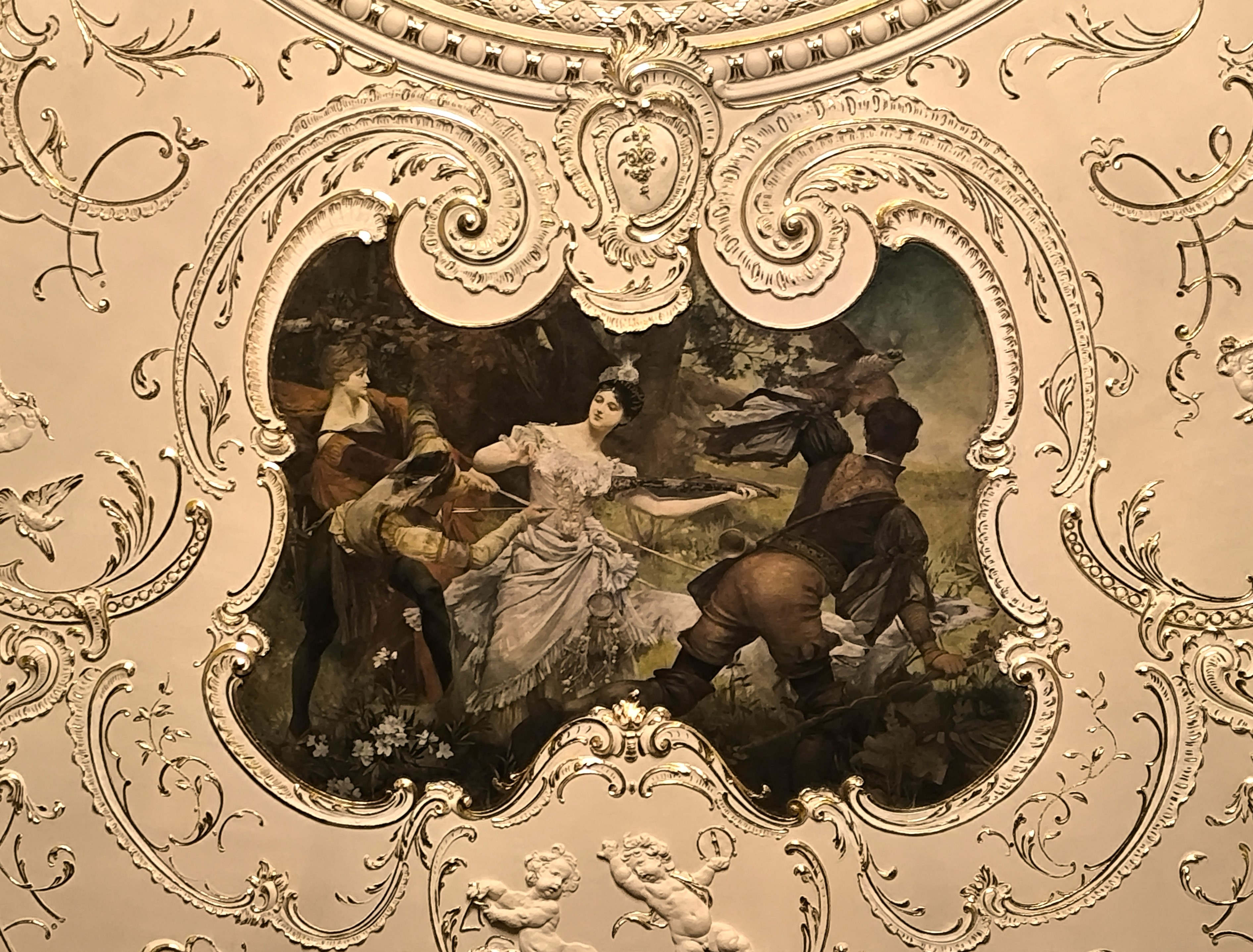
Franz Matsch: Lov

Výstavba budovy probíhala bez větších komplikací a v květnu 1886 divadlo slavnostně zahájilo stálý provoz.

### První české profesionální divadlo
Vzhledem k rostoucí náročnosti představení byly v roce 1910 v divadle provedeny některé úpravy. Další úpravy následovaly koncem 20. let 20. století.
Novinkou v roce 1939 bylo zahájení celoročního divadelního provozu a zároveň zde poprvé současně působily činohra, opera i balet.
Po druhé světové válce divadelní budovu využívala Rudá armáda jako dočasný Armádní kulturní dům. Po několika měsících ale divadlo znovu sloužilo svému původnímu účelu. V téže době vzniklo první české Oblastní divadlo. V září 1945 zahájilo činnost hrou Josefa Kajetána Tyla "Jiříkovo vidění".
V 50. letech 20. století kvůli poškození z doby války i poválečných let bylo nutné provést některé opravy, včetně interiérů a restaurování maleb.
Celková rekonstrukce před stým výročím otevření divadla byla naplánována na září 1976. Oprava byla zamýšlena ve dvou etapách. Z finančních důvodů však došlo k realizaci pouze první etapy. Tato etapa trvala dva roky a byly při ní opraveny zejména interiéry (štuková výzdoba, nová sedadla, osvětlení včetně lustru, bylo instalováno nové protipožární zabezpečení, rozvody elektřiny a zvukotechniky)
Divadelní soubor se během prací uchýlil do dočasných prostor, nejprve do K-klubu v Rybářích a později, již v samotném divadle, vzniklo Divadlo Za oponou.

## 90. léta 20. století a současnost

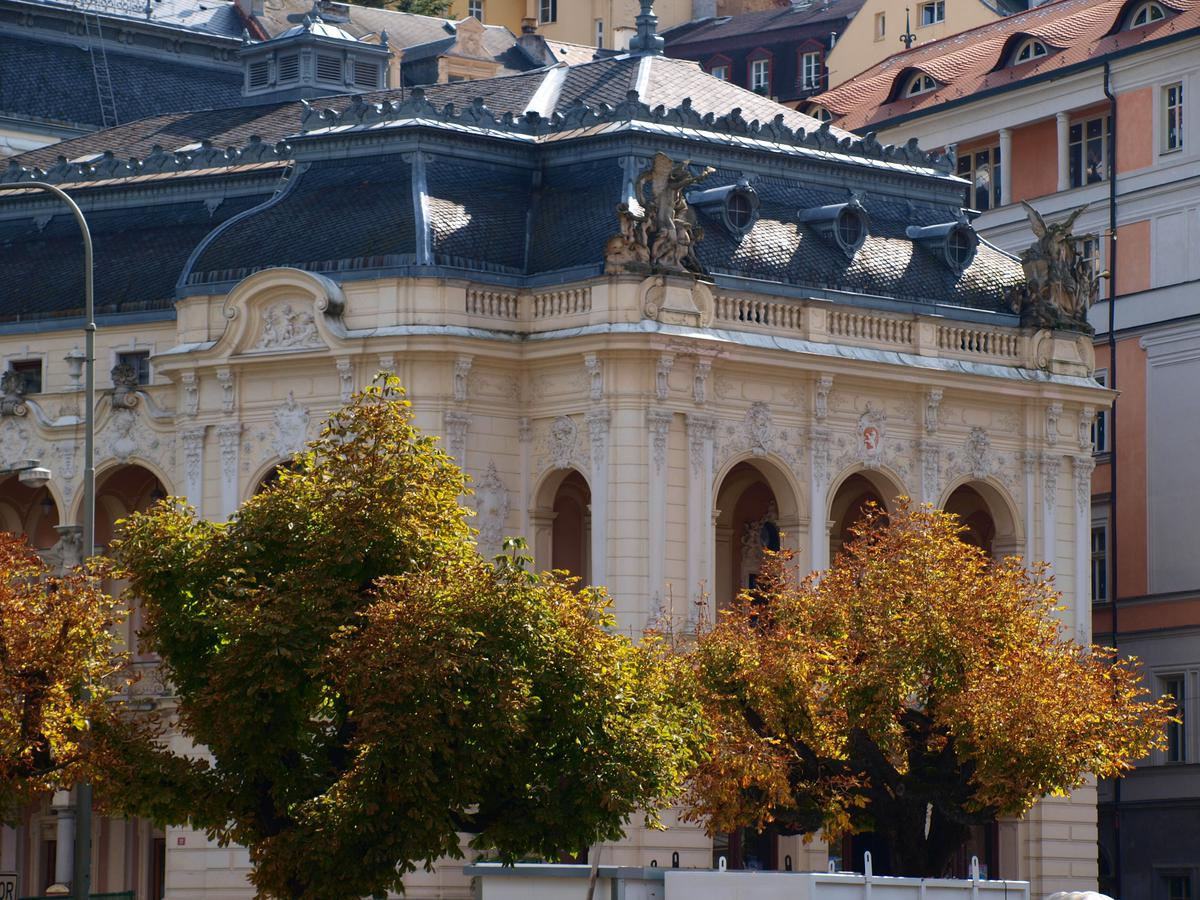
Městské divadlo v Karlových Varech

### Generální oprava
Na počátku 90. let bylo divadlo v téměř havarijním stavu. Bylo proto rozhodnuto o jeho generální rekonstrukci. Naposledy se před generální rekonstrukcí v divadle hrálo 30. června 1993. Rekonstrukcí prošlo divadlo v letech 1994 – červen 1999 (oprava střechy, restaurace soch na průčelí, 1995 restaurace Klimtovy opony).
Divadelní soubor v době rekonstrukce účinkoval na dočasných scénách Motýl a Tosca.
Samotná rekonstrukce Městského divadla v Karlových Varech byla pojata velkoryse za výrazné finanční pomoci Evropské unie. Přestavba byla zahájena v roce 1997 a prováděly ji firmy Průmstav Praha a První stavební a.s. Karlovy Vary. Vedle kompletní obnovy inženýrských sítí proběhly také významné restaurátorské práce v interiérech včetně úprav na jevišti a v orchestřišti, byly opraveny podlahy ve foyeru, svítidla, baldachýny, křesla a další. Novinkou bylo také vybavení pro filmové projekce, nové tlumočnické a titulkovací zařízení, zvukový systém Dolby Stereo či technické vybavení pro televizní přenosy.
Slavnostně se divadlo znovuotevřelo 24. června 1999 zahajovacím představením souboru Městského divadla „Ženitba“ N. V. Gogola a o den později tradičním úvodním představením Figarovy svatby W. A. Mozarta v podání Opery Národního divadla.

### Současný provoz
Program divadla je poměrně pestrý a snaží se zahrnout různé věkové i sociální skupiny. Zahrnuje české i zahraniční divadelní hry, operní představení a také české premiéry. Karlovarské městské divadlo často hostí soubor Divadla Bez zábradlí Karla Heřmánka.